# Quincunx, to jest wzór Korony Polskiej na cynku wystawiony

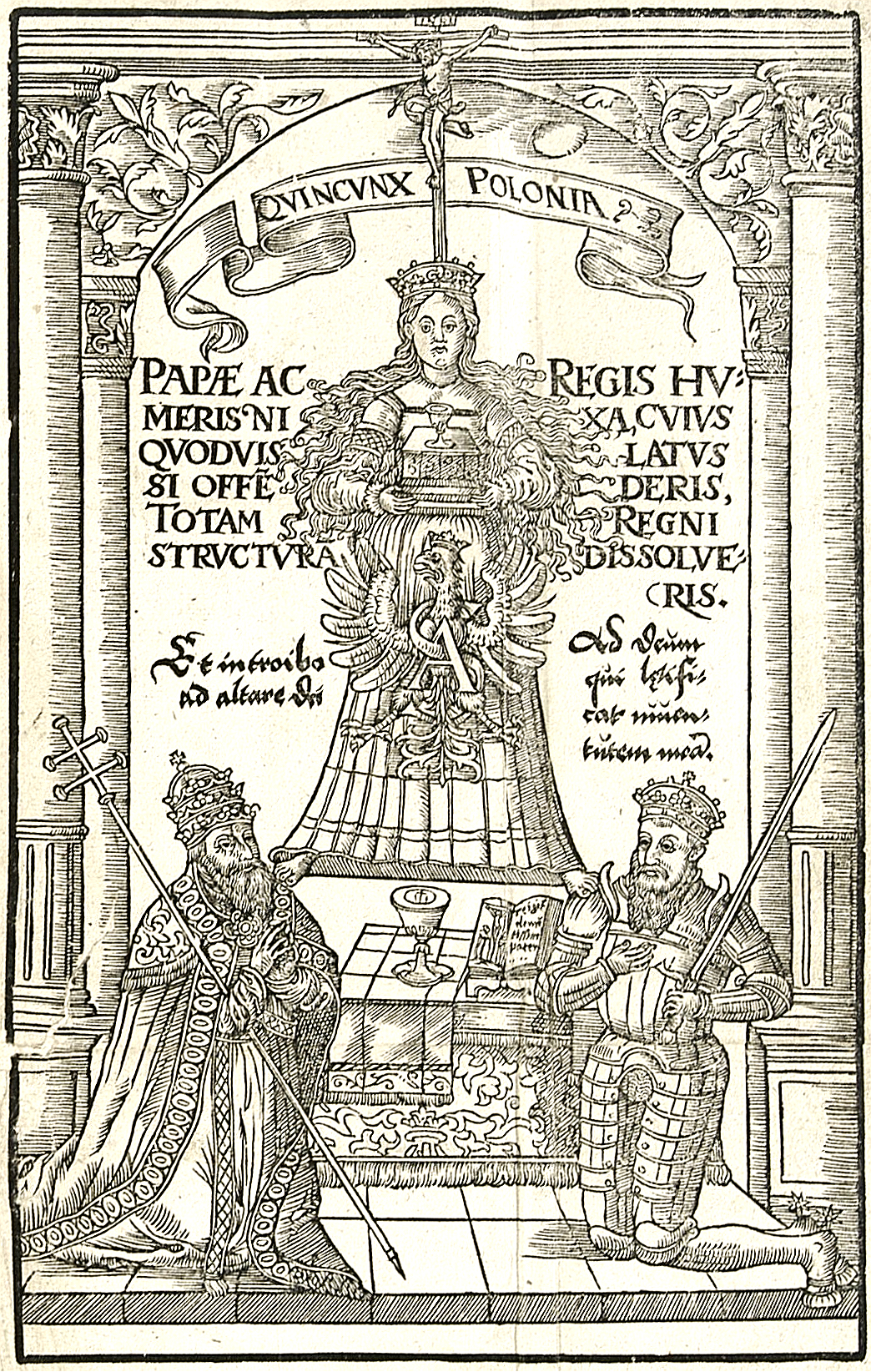
Grafika z postacią Polonii

Quincunx, to jest wzór Korony Polskiej na cynku wystawiony – dwuczęściowy dialog polityczny Stanisława Orzechowskiego, wydany w 1564 w Krakowie w Drukarni Łazarzowej.
Pełny tytuł utworu to: Quincunx, to jest wzór Korony Polskiej na cynku wystawiony, przez Stanisława Orzechowskiego Okszyca z przemyskiej ziemi, i za kolędę posłom koronnym do Warszawy na nowe lato roku pańskiego 1564 posłany.
Tytułowy Quincunx (Cynek) to u Orzechowskiego wzór geometryczny (pokrewny kwinkunksowi) złożony z elementów wpisanych w kwadrat i jednego nad nim. Cztery kąty kwadratu to wiara, kapłan, ołtarz i król, zaś wierzchołkiem jest Kościół. Układ ten symbolizuje proponowany przez Orzechowskiego teokratyczny ustrój Polski. Zdaniem autora to katolicyzm stworzył polską państwowość, zaś nierozerwalny związek Kościoła z Królestwem jest fundamentem istnienia Polski. W czasach rozkwitu ruchu egzekucyjnego Orzechowski proponował, by to wiara katolicka i Kościół były czynnikami mogącymi ograniczyć nadmierną władzę królewską.
Orzechowski rozróżnia pojęcia „Królestwo” i „Rzeczpospolita”. Całość figury tworzy Królestwo składające się z pięciu elementów, z których dominujący jest Kościół, zaś wiara, kapłan, ołtarz i król są równorzędne. Król i szlachta tworzą Rzeczpospolitą, czyli wolny związek oparty na prawach, których królowi nie wolno przekraczać. Szlachcic powinien stawać w pospolitym ruszeniu, płacić podymne, nie ma jednak innych zobowiązań wobec króla.
Quincunx ma formę dialogu toczonego między Ewangelikiem, Papieżnikiem i samym Orzechowskim. Utwór, chociaż pisany w języku polskim, wykorzystuje reguły retoryczne zaczerpnięte od Cycerona. W książce tej pojawiła się też po raz pierwszy podobizna Polonii, czyli kobiety będącej personifikacją Polski.